# Río Rahad

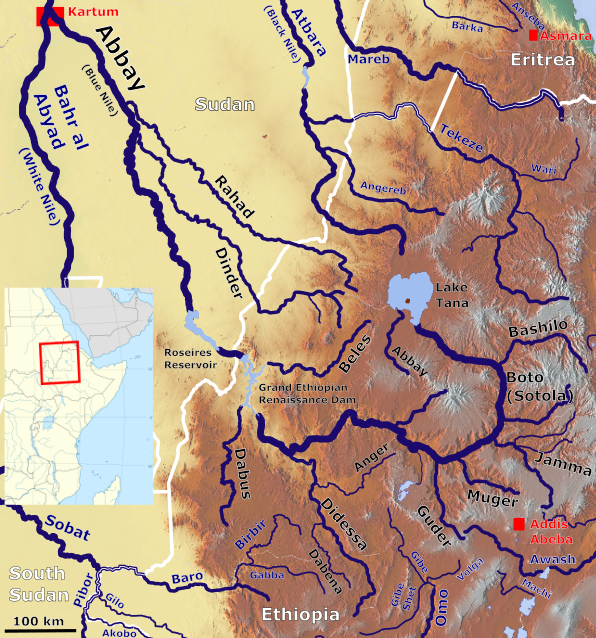
Mapa que muestra el Abay con el Rahad.

El río Rahad (Nahr Al-Rahad) es un río del oeste de Etiopía, un afluente por la margen derecha del río Abay (Nilo Azul). El río tiene su origen en el macizo etíope, al oeste del lago Tana, desde donde fluye en dirección este hasta adentrarse en Sudán. El río se vuelve cada vez más hacia el noreste, pasando después a través del parque nacional Dinder y luego es el límite occidental de la Reserva de Caza Rahad. Finalmente desemboca en el Nilo Azul aguas abajo de la ciudad de Wad Madani, capital del estado de Gezira. Tiene una longitud de unos 480 km.
El río permanece sin agua durante la estación seca, aunque tiene un gran caudal durante la temporada de inundaciones (junio-septiembre).